# Die wundersame Welt des Louis Wain
Die wundersame Welt des Louis Wain (Originaltitel: The Electrical Life of Louis Wain) ist ein Historienfilm von Will Sharpe, der im September 2021 beim Telluride Film Festival seine Premiere feierte und am 21. April 2022 in die deutschen Kinos kam. Die Filmbiografie erzählt von dem britischen Künstler Louis Wain, der vor allem durch seine Katzenbilder berühmt wurde.

## Handlung
Nach dem Tod des Vaters versucht Louis Wain, als freischaffender Künstler für seine fünf Schwestern und seine Mutter zu sorgen. Sie leben in London. Er hat das Glück, dass Sir William Ingram, der Herausgeber der Illustrated London News, ihm eine Stelle als Illustrator anbietet. Eine weitere positive Wendung nimmt sein Leben, als Emily Richardson, die neue Gouvernante seiner Schwestern, in selbiges tritt. Sie wird die Liebe seines Lebens, und bald schon nehmen sie ein streunendes Kätzchen bei sich auf, das sie Peter nennen. Es ist ungewöhnlich, im Viktorianischen Zeitalter eine Katze als Haustier zu halten, und ebenso ungewöhnlich sind die Katzenbilder, die Louis fortan malt. Doch eines Tages wird bei Emily Brustkrebs im Endstadium diagnostiziert.

## Biografisches

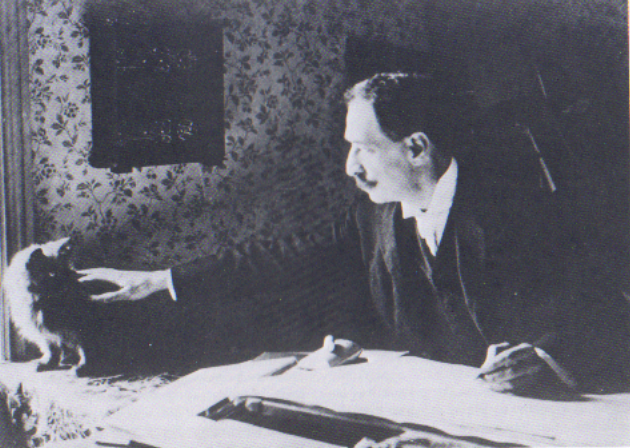
Louis Wain mit Katze an seinem Zeichentisch

Der 1860 im Londoner Stadtteil Clerkenwell geborene Louis Wain wurde vor allem für seine Zeichnungen von durchweg anthropomorphisierten, großäugigen Katzen und Kätzchen bekannt und gehörte einst zu den bekanntesten britischen Malern.
Von 1877 bis 1880 studierte Wain an der West London School of Art. Nach dem Tod seines Vaters beendete er seine dortige Lehrertätigkeit, um freischaffender Künstler zu werden. Wenige Jahre später heiratete er die Gouvernante seiner Schwestern, Emily Richardson, die kurze Zeit danach an Krebs starb. Mit 24 verkaufte er seine erste Katzenzeichnung an The Illustrated London News, die unter dem Titel A Kittens' Christmas Party in der Weihnachtsausgabe der Zeitung veröffentlicht wurde. Die Illustration zeigte verteilt auf elf Tafeln 150 Katzen, die Einladungen verschicken, Spiele spielen oder Reden halten. Zwei Jahre später erhielt Wain den Auftrag, ein Kinderbuch mit dem Titel Madame Tabby’s Establishment zu illustrieren, das von einer Schule für Kätzchen erzählt. Unter dem Pseudonym George Henri Thompson illustrierte Wain zahlreiche weitere Kinderbücher von Clifton Bingham.
Es gibt viele Theorien über die psychische Erkrankung von Louis Wain, die hauptsächlich auf den Verlust seiner Ehefrau und das damit verbundene Trauma zurückgeführt wird. Einige Forscher behaupten, dass der Künstler eine frühe Schizophrenie aufgrund des Toxoplasma gondii entwickelt haben könnte, einem Parasiten, von dem bekannt ist, dass er von Katzen übertragen und ausgeschieden wird. Der Künstler begann angeblich kurz nach dem Tod seiner Frau, unberechenbares und gewalttätiges Verhalten zu zeigen. Kunsthistoriker und Psychiater sehen auch in den Veränderungen in Wains Stil oft das Lehrbuchbeispiel für einen kognitiven Verfall. Wain wurde in Tooting in eine psychiatrische Klinik eingeliefert und später durch die persönliche Intervention des damaligen britischen Premierministers Stanley Baldwin in eine bessere Einrichtung verlegt. Die letzten Jahre seines Lebens
verbrachte er im Napsbury Hospital in Hertfordshire, wo er sich in einem Garten voller Katzen ausruhen konnte.

## Produktion
Regie führte Will Sharpe, der gemeinsam mit Simon Stephenson auch das Drehbuch schrieb.
Die Filmmusik komponierte Arthur Sharpe. Das Soundtrack-Album mit 25 Musikstücken soll am 5. November 2021 von Milan Records als Download veröffentlicht werden.
Eine erste Vorstellung erfolgte am 2. September 2021 beim Telluride Film Festival. Ebenfalls im September 2021 wurde der Film beim Toronto International Film Festival gezeigt. Ende des Monats wurde er im Rahmen der Filmkunstmesse Leipzig und des Zurich Film Festivals gezeigt. Am 22. Oktober 2021 sollte der Film in ausgewählte US-Kinos kommen und startete am 21. April 2022 in Deutschland und der Schweiz sowie einen Tag später in Österreich.

## Rezeption

### Altersfreigabe und Kritiken
In den USA wurde der Film von der MPAA als PG-13 eingestuft.
Von den bei Rotten Tomatoes aufgeführten Kritiken sind bislang 70 Prozent positiv.

### Auszeichnungen
British Independent Film Awards 2021
- Nominierung für die Besten Kostüme
- Auszeichnung für das Beste Make-Up & Hair Design (Vickie Lang, Kristyan Mallett und Donald McInnes)
- Nominierung für die Beste Ausstattung
- Nominierung für die Besten visuellen Effekte[19][20]

Toronto International Film Festival 2021
- Auszeichnung mit Tribute Actor Award (Benedict Cumberbatch)[21]